# Eurasia Insurance Company
Die Eurasia Insurance Company (kasachisch Евразия сақтандыру компаниясы und russisch Страховая компания Евразия) gehört zu größten Versicherungsunternehmen Kasachstans.
Im Einklang zu den Angaben der Nationalbank der Republik Kasachstan ist sie ab dem 1. Januar 2023 eine der führenden Versicherungsgesellschaften Kasachstans, was die Aktiva, die Versicherungsrücklagen, das Eigenkapital und das Satzungskapital sowie die Höhe der Versicherungsprämien betrifft.
Eigentümer des Unternehmens ist die AG Eurasien Finanzgesellschaft, die mit der Eurasien Group (ERG, bisher: ENRC) verbunden ist.

## Geschichte
Die Versicherungsgesellschaft Eurasien wurde 1995 als eine Aktiengesellschaft gegründet und ist für alle in der Gesetzgebung der Republik Kasachstan vorgesehenen Versicherungszweige zugelassen.
Seit dem Jahr 2000 veranstaltet die VG „Eurasien“ die jährliche internationale Konferenz über Risikomanagement.
Im März 2019 erhielt die Lebensversicherungsgesellschaft Eurasien die Lizenz für ihre Tätigkeit. Sie ist eine „Tochter“ der AG VG Eurasien.

## Geschäftsleitung
Im Mai 2023 wurde Kairat Chegebaev zum Leiter des Unternehmens, er war Nachfolger von Boris Umanov.

## Beteiligung an Verbänden, Gewerkschaften, Versicherungspools
- International Underwriting Association (IUA)[9] – seit 2010
- Federation of Afro-Asian Insurers and Reinsurers (FAIR)[10] – seit 2011
- International Union of Marine Insurance (IUMI)[11] – seit 2010
- Association of Financiers of Kazakhstan (AFC)[12] – seit 2010

## Ratings
Standard & Poor’s: am 24. Juni 2024 bestätigte die größte internationale Rating-Agentur S&P Global Ratings das langfristige Emittenten-Rating und die Bewertung der Finanzkraft von der Versicherungsgesellschaft Eurasien AG auf dem Niveau von „BBB“, wobei der Ausblick „stabil“ blieb. Das Rating der VG Eurasien ist im nationalen Rahmen auf dem Niveau von „kzAAA“ geblieben.
A.M. Best: am 4. Oktober 2024 bestätigte die internationale Ratingagentur A.M. Best das Finanzstärke-Rating des Emittenten von der Versicherungsgesellschaft Eurasien AG auf dem Niveau „B++“ und das langfristige Rating auf dem Niveau „bbb+“, wobei die Prognose „stabil“ erhalten wurde.